# Drama u futurističkom kabareu 13
Drama u futurističkom kabareu 13 (rus. "Драма в кабаре футуристов № 13") - ruski film redatelja Vladimira Kasjanova.

## Radnja
Prva privlačnost kinematografije avangardi. Vladimir Kasjanov je zajedno s umjetnicima futuristima iz grupe Magareći rep snimio dvodijelnu tragikomediju koja je parodija na kriminalistički avanturistički film.

## Uloge
- Mihail Larionov
- Natalja Gončarova
- Vladimir Majakovskij

## Vanjske poveznice
- Drama u futurističkom kabareu 13 na Kino Poisk